# Swinging Boat
Swinging Boat è l'ottavo album in studio del gruppo musicale italiano Fleurs du Mal, pubblicato nel 2012.

## Descrizione
L'album è stato registrato a Roma nello Studio Gnagnotech con Marco De Tommasi tra il 25 marzo e il 22 luglio 2012 e pubblicato su CD dall'etichetta Blond Records nell'ottobre 2012. Contiene 10 brani originali, di cui sette in inglese, uno in italiano, uno in spagnolo e lo strumentale Swinging Boat che dà il titolo all'album.

## Tracce
Testi e musiche di Fleurs du Mal.
1. Gone – 3:49
2. Swinging Boat (feat. Gianluca Di Pasquale-Piano) – 3:18
3. Rolling in De Wacht – 4:06
4. We're Ready (feat. Gianluca Di Pasquale-Piano) – 6:17
5. Revolution Blues – 5:24
6. Soffia il vento (feat. Eleonora Susanna-cori
Eleonora Usala-cori) – 4:49
7. Stop the Banks – 7:07
8. Mujer maya – 5:14
9. It's Up to You – 4:10
10. Feed Yor Soul – 4:25

## Formazione

### Gruppo
- Stefano Iguana - voce, chitarra elettrica e acustica, slide guitar, rezophonic guitar, harmonica
- Graziella Olivieri - sax tenore
- Roberto Cruciani - basso
- Davide Miccinilli - batteria
- Clemente Verdicchio - sax contralto

### Altri musicisti
- Gianluca De Pasquale - Piano su Swinging Boat e We're Ready
- Eleonora Susanna - cori su Soffia il vento
- Eleonora Usai - cori su Soffia il vento